# 刑事犬カール
『刑事犬カール』（けいじけんカール）は、1977年（昭和52年）9月12日から1978年（昭和53年）6月5日までTBS系の『ブラザー劇場』枠で月曜 19:30 - 20:00の時間帯に全39話が放送された、子ども向けテレビ刑事ドラマ。

## 概要
高杉婦警と、警察犬のカールの名コンビが様々な事件を解決していく。主人公の高杉洋子役をアイドル・木之内みどりが演じた事や、警察犬カール号（を演じた犬たち）の芸達者さ、頭の良さが話題になり、人気を博した。1981年（昭和56年）には同じくTBSで、坂上味和を主演に『刑事犬カールII』が製作されている。
TBSおよびJNN加盟各局や一部の日本テレビ系列で同時放送。再放送も同様で、CS放送のTBSチャンネルでも再放送されている。「刑事犬」という言葉はこの番組独自のものであり、番組プロデューサーの造語である。本放送の終了後もこの言葉は定着しておらず、一般的ではない。
主役の刑事犬「カール」はオーディションで選ばれた。荒川でこのオーディションがあり、300頭ほどが集められたが、湯浅憲明監督には見立てができず、「これには泣かされた」と語っている。結局栃木の「須藤警察犬訓練所」のスタッフに選んでもらったといい、メインの「クラッフォー・オブ・ツカサドール」と、その弟、妹、いとこの合計四頭が起用された。妹犬はカールの代役、弟犬らは物を咬んだり嗅いだりといった細かい演技に使われた。番組最後まで複数の犬を使っていることに気付く者は外部におらず、これらの全てが一頭の犬と思いこんだ某県警から一度、「警察犬として使いたいのでカールの種をくれないか」と申し出があったという。湯浅監督は困って「品不足なので」とごまかしたという。
撮影にはこの四頭が常時待機していて、これらの餌用にアイスボックスに入れた牛肉と牛乳が現場に用意されていた。この犬たちは「1キロ1500円（当時）以下の肉は食べない」という注意つきで、湯浅監督によると、「カールたち」が高級肉を食べている横で撮影スタッフは350円のロケ弁当を食べていたという。
撮影では犬たちのストレスも多く、メインのカールがノイローゼになって餌をとれず痩せてしまった際には、主演犬が回復するまで妹犬が代役を演じている。番組はロングランとなったが、主演のカール「ジル」は体力も衰え、『2』を撮り終わってすぐに死んでしまったという。
「カール」を提供した栃木の「須藤警察犬訓練所」は番組のテロップで有名になり、大繁盛した。湯浅監督が一度招待されて訪問したところ、カールと同じ種の犬が40頭ほどに増えていたという。

## キャスト
- カール号：クラッフォー・オブ・ツカサドール（通称ジル）：警察犬。ジャーマンシェパード。
- 高杉洋子：木之内みどり：婦警。カール号の訓練士。
- 大島孝司：加納竜：巡査部長。高杉の先輩。
- 北条進：宮脇康之：カール号の飼い主。
- 北条謙造：福田豊土：進の父。
- 北条さくら：葦原邦子：進の祖母。
- 井上安子：小林伊津子：洋子の同僚。
- 永井久：丸岡奨詞：洋子の同僚。
- 山口正：山岡甲：洋子の同僚。
- 山田刑事：守屋俊志：大島の先輩刑事。
- 村上勇作：神山繁：警察犬第三訓練所の所長。
- 高杉修平：下川辰平：洋子の父。
- 森田薫：太田裕美：獣医。第30話ゲスト出演。

## スタッフ
- 制作：東京映画、渡辺企画、TBS
- プロデューサー：工藤英博、照喜名隆、橋本洋二
- 監督：湯浅憲明、日高武治、萩原鐵太郎
- 脚本：佐々木守、阿井洋平、四十物光男 ほか
- 協力：須藤警察犬訓練所

## 主題歌
- 「走れ風のように」（NAVレコード）
  - 作詞：松本隆
  - 作曲：平尾昌晃
  - 編曲：瀬尾一三
  - 歌：木之内みどり

## 放送日程
1. 細く赤い絆
2. 君とあるく銀座
3. 狙われたヒーロー
4. 秋の大追跡
5. 明日につづく道
6. 危険な足音
7. 愛のブレスレット
8. オソエ！炎のように
9. 可愛い道しるべ
10. ヒキ逃げ！
11. 探偵犬バド
12. スーパーカー少年の冒険
13. ボタンと友情
14. 明日の愛
15. オカリナが聞こえる
16. 勇気をありがとう
17. カールの羽根つき
18. ボールはどこだ！
19. ワンワン子守歌
20. 真夜中の消防犬
21. 飛べ飛べ白うさぎ
22. わたしの犬も警察犬
23. 乳母車で初出動
24. まごころを君に
25. 折り鶴の祈り
26. 北国の追跡
27. 走れ！ 雪の中を
28. 炎の向うに思い出が
29. ワンワン大捜査線
30. カールは歌う
31. 君のくれた勇気
32. 犬が剣道を!?
33. サァ 学校へ行くんだ！
34. 五月晴れにジャンプ
35. 君はガード犬
36. 九官鳥は特別捜査官
37. リーダー犬誕生
38. ほんものはどっちだ！
39. 警察犬！全員集合!!

## 放送局
特筆の無い限り全て同時ネット
- TBS系列
- 秋田放送（木曜 19:00 - 19:30にて3日遅れネット）
- 北日本放送（1978年6月17日まで土曜 17:30 - 18:00にて遅れネット）[1]
- 福井放送[2]
- 山陽放送

## 漫画
- てれびくん 1977年9月号-12月号 かたおか徹治
- 小学二年生 1977年11月号-12月号 細井雄二、1978年1月号-7月号 河合秀和

## 1991年リメイク版
1991年3月23日には、同じTBSの2時間ドラマ枠『ドラマチック22』において、『刑事犬カール・瀬戸内の追跡』というタイトルの単発ドラマとして放送されたが、リメイク前の2作品と比べるとその当時流行したサスペンスドラマと同じ内容となっており、視聴率も4.2%と低かった。この作品以後、リメイク等は行われていない。

### キャスト
- 高杉洋子：松下由樹
- 小西博之
- 三原じゅん子
- 生稲晃子
- 羽賀研二
- 佐野大輔
- 荻島真一
- 寺田農

### スタッフ
- 脚本：石原武龍、橋塚慎一
- 監督：伊藤寿浩